# Белвилл (Техас)
Белвилл (англ. Bellville) — город в США, расположенный в юго-восточной части штата Техас, административный центр округа Остин. По данным переписи за 2010 год число жителей составляло 4097 человек, по оценке Бюро переписи США в 2018 году в городе проживало 4234 человека.

## История
Город был назван в честь Томаса Белла, одного из первых поселенцев, прибывших в Техас вместе со Стивеном Остином в 1822 году. В 1838 году Белл поселился в районе нынешнего города, а когда в 1846 году округ проголосовал за смену административного центра, они с братом пожертвовали часть своей земли для нового города. Белвилл был заложен в 1848 году. В 1879—1880 годах до города была проведена железная дорога Gulf, Colorado and Santa Fe Railroad, Белвилл стал транспортным центром хлопка в регионе.
К 1884 году в городе издавались две еженедельные газеты, «Bellville Standard» и «Austin County Times», позже появилось издание на немецком, «Bellville Wochenblatt». В 1886 году была построена библиотека. В 1915 году в регионе была найдена нефть, поспособствовавшая дальнейшему росту региона.

## География
Белвилл находится в центральной части округа, его координаты: 29°56′50″ с. ш. 96°15′36″ з. д..
Согласно данным бюро переписи США, площадь города составляет около 6,9 квадратных километров, практически полностью занятых сушей.

### Климат
Согласно классификации климатов Кёппена, в Белвилле преобладает влажный субтропический климат.
| Показатель                    | Янв. | Фев. | Март | Апр. | Май   | Июнь  | Июль | Авг. | Сен. | Окт. | Нояб. | Дек. | Год    |
| ----------------------------- | ---- | ---- | ---- | ---- | ----- | ----- | ---- | ---- | ---- | ---- | ----- | ---- | ------ |
| Абсолютный максимум, °C       | 27,8 | 30   | 30,6 | 33,9 | 35,6  | 40    | 40,6 | 40   | 41,7 | 35   | 32,2  | 28,3 | 41,7   |
| Средний суточный максимум, °C | 15,9 | 18   | 22,2 | 25,6 | 30,3  | 33,6  | 34,4 | 35   | 31,6 | 27,9 | 22,4  | 17,3 | 26,2   |
| Средняя температура, °C       | 10,4 | 12,4 | 16,5 | 19,7 | 24,8  | 27,6  | 28,7 | 28,9 | 25,9 | 21,6 | 16,3  | 10,7 | 20,3   |
| Средний суточный минимум, °C  | 4,8  | 6,8  | 10,8 | 13,8 | 19,2  | 22,2  | 23   | 22,8 | 20,1 | 15,2 | 10,2  | 4,1  | 14,4   |
| Абсолютный минимум, °C        | −8,3 | −5,6 | −0,6 | 1,1  | 7,8   | 16,7  | 19,4 | 16,7 | 12,2 | 2,8  | −0,6  | −5   | −8,3   |
| Норма осадков, мм             | 83,8 | 68,6 | 81,3 | 73,7 | 132,1 | 106,7 | 71,1 | 73,7 | 91,4 | 99,1 | 106,7 | 81,3 | 1061,7 |
| Источник: weatherbase.com     |      |      |      |      |       |       |      |      |      |      |       |      |        |

## Население
Согласно переписи населения 2010 года в городе проживало 4097 человек, было 1644 домохозяйства и 1037 семей. Расовый состав города: 78,4 % — белые, 10,2 % — афроамериканцы, 1,2 % — коренные жители США, 0,6 % — азиаты, 0,0 % (1 человек) — жители Гавайев или Океании, 8,1 % — другие расы, 1,5 % — две и более расы. Число испаноязычных жителей любых рас составило 21,2 %.
Из 1644 домохозяйств, в 34,1 % живут дети младше 18 лет. 44,6 % домохозяйств представляли собой совместно проживающие супружеские пары (19,8 % с детьми младше 18 лет), в 13,3 % домохозяйств женщины проживали без мужей, в 5,2 % домохозяйств мужчины проживали без жён, 36,9 % домохозяйств не являлись семьями. В 32,1 % домохозяйств проживал только один человек, 15,7 % составляли одинокие пожилые люди (старше 65 лет). Средний размер домохозяйства составлял 2,41 человека. Средний размер семьи — 3,04 человека.
Население города по возрастному диапазону распределилось следующим образом: 27,8 % — жители младше 20 лет, 24,6 % находятся в возрасте от 20 до 39, 30 % — от 40 до 64, 17,6 % — 65 лет и старше. Средний возраст составляет 37,9 года.
Согласно данным пятилетнего опроса 2018 года, средний доход домохозяйства в Белвилле составляет 52 632 доллара США в год, средний доход семьи — 64 028 долларов. Доход на душу населения в городе составляет 29 575 долларов. Около 3 % семей и 5,8 % населения находятся за чертой бедности. В том числе 4,1 % в возрасте до 18 лет и 8,6 % в возрасте 65 и старше.

## Местное управление
Управление городом осуществляется избираемыми мэром и городским советом, состоящим из пяти человек.

## Инфраструктура и транспорт
Через Белвилл проходят автомагистрали штата Техас 36 и 159.
В городе располагается аэропорт Гроундер-Филд. Аэропорт располагает одной взлётно-посадочной полосой длиной 756 метров. Ближайшим аэропортом, выполняющим коммерческие пассажирские рейсы, является аэропорт Истервуд в Колледж-Стейшене. Аэропорт находится примерно в 87 километрах к северу от Белвилла.

## Образование
Город обслуживается независимым школьным округом Белвилл.

## Галерея

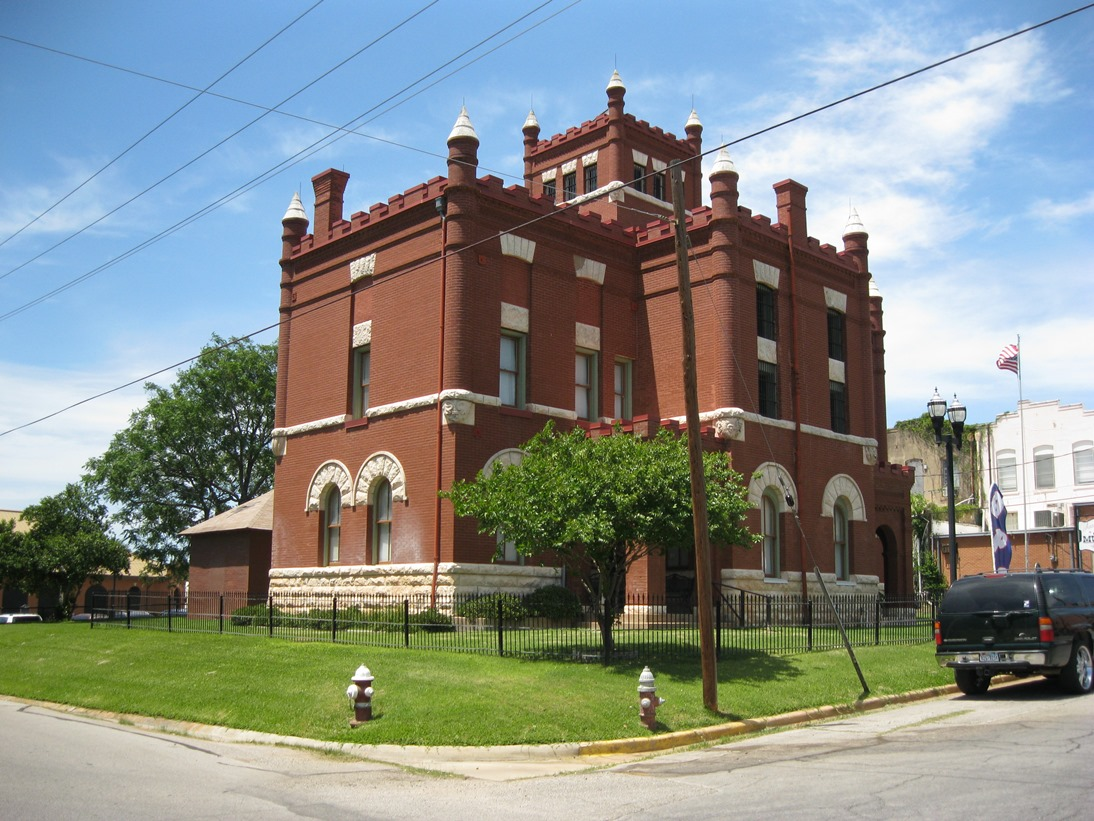
Историческая тюрьма, нынче музей в Белвилле
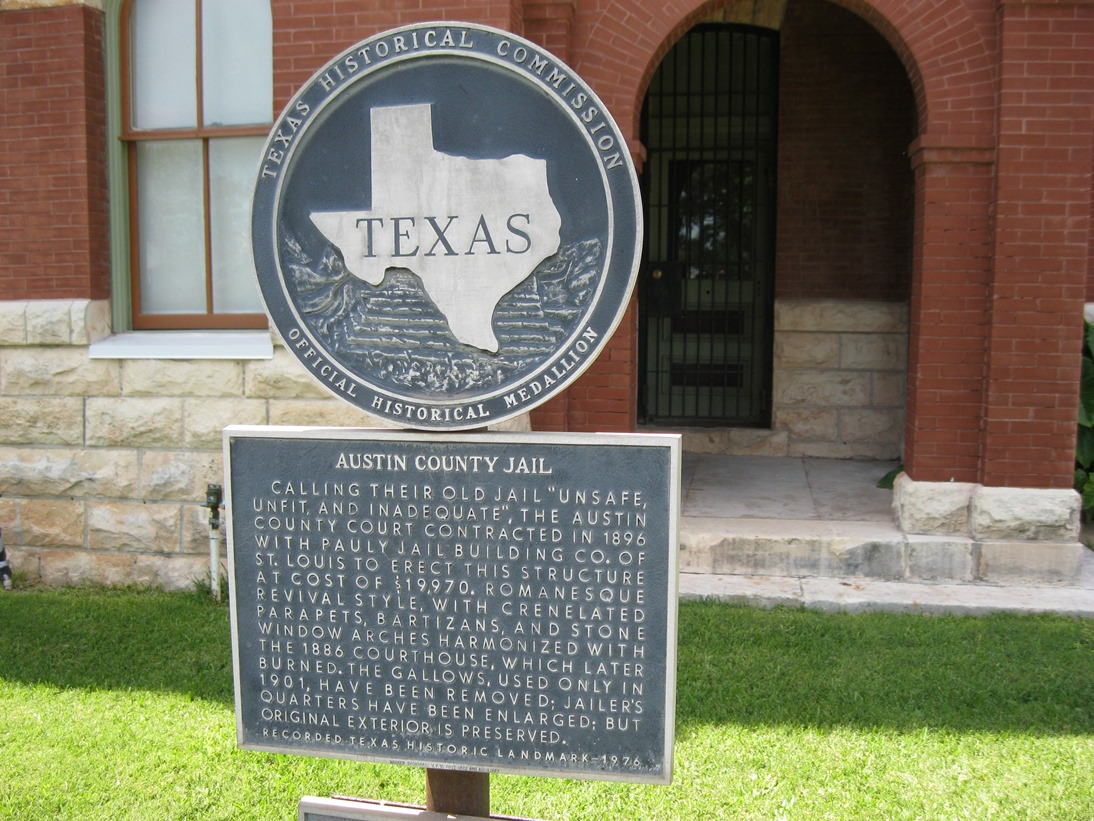
Памятная табличка штата у тюрьмы
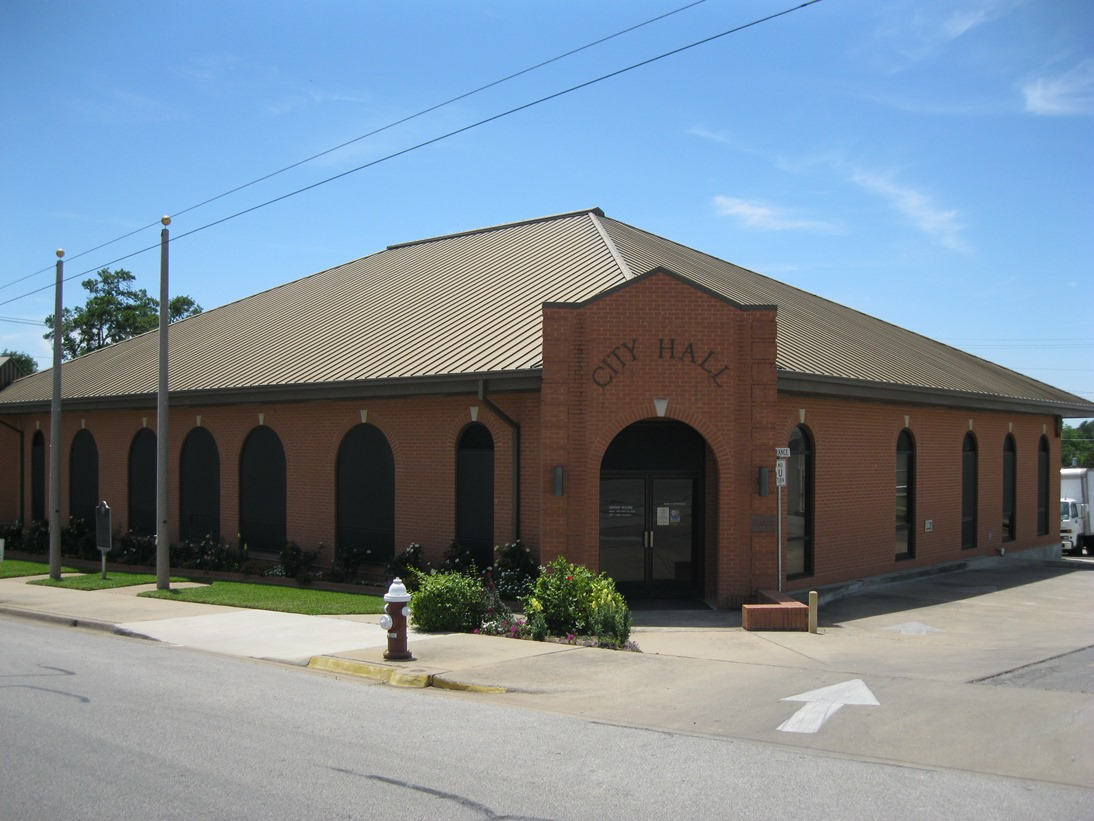
Городская ратуша
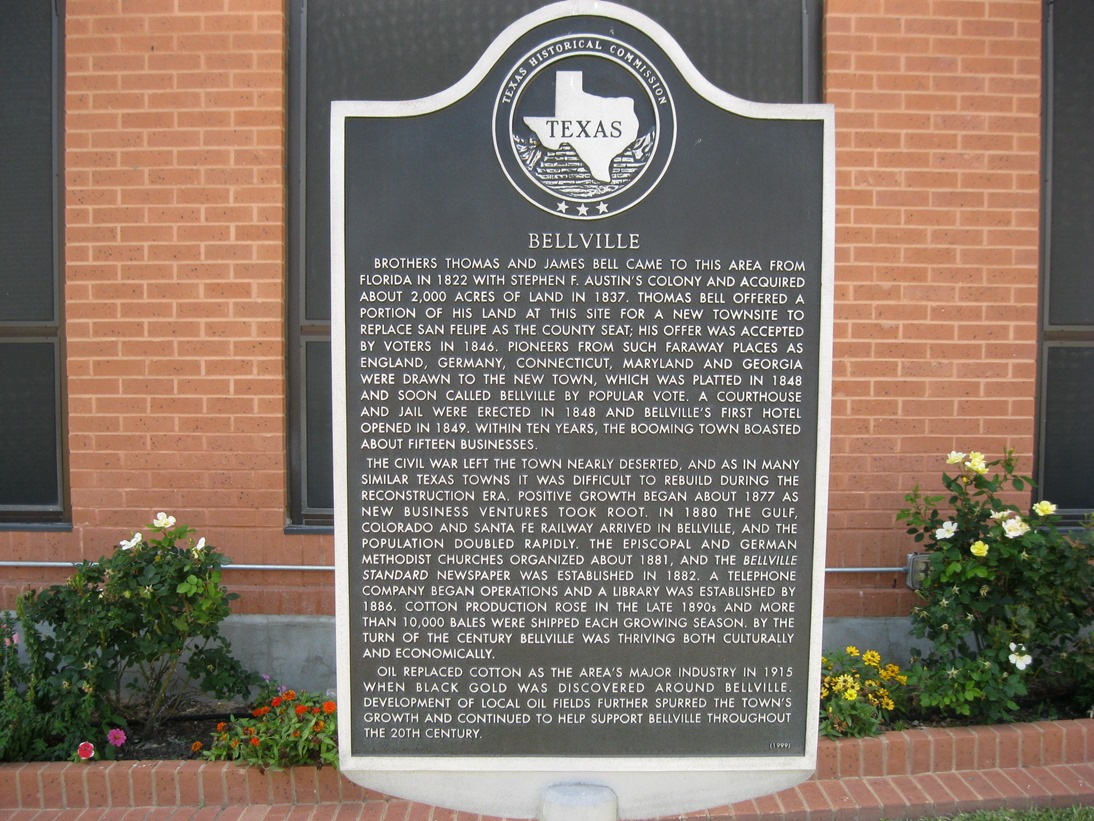
Памятная табличка штата у ратуши
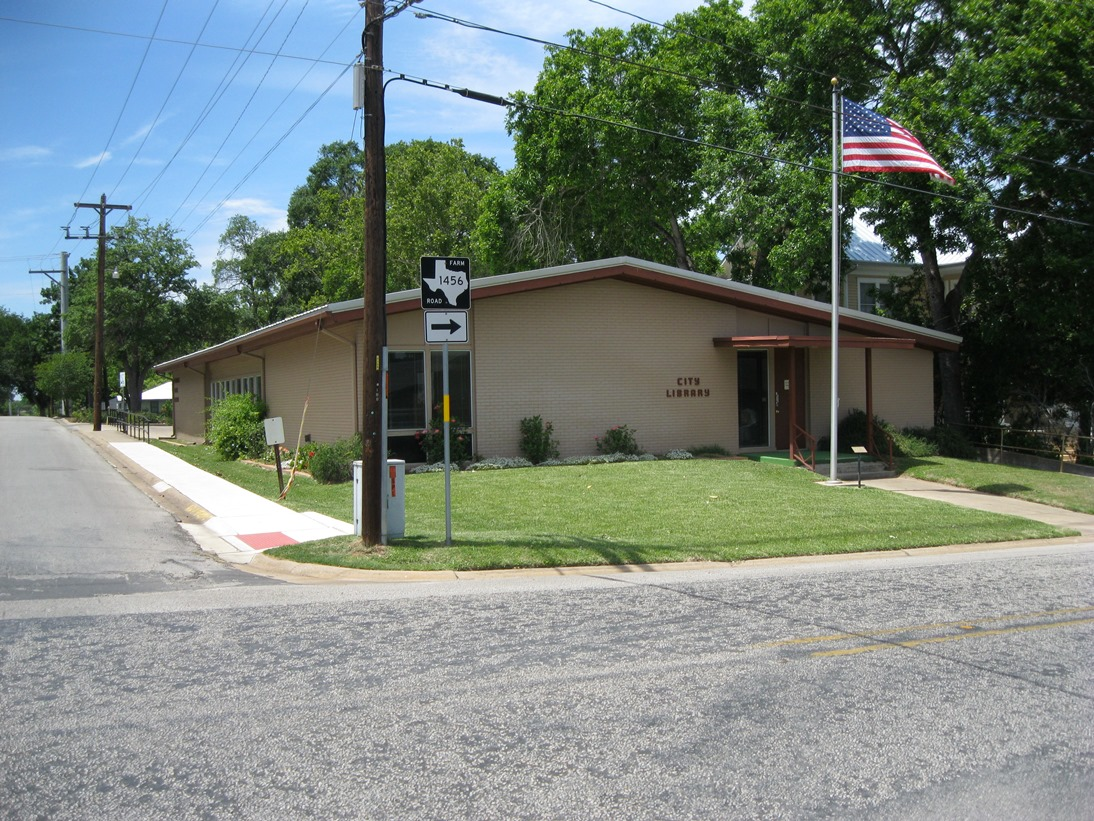
Общественная библиотека Белвилла
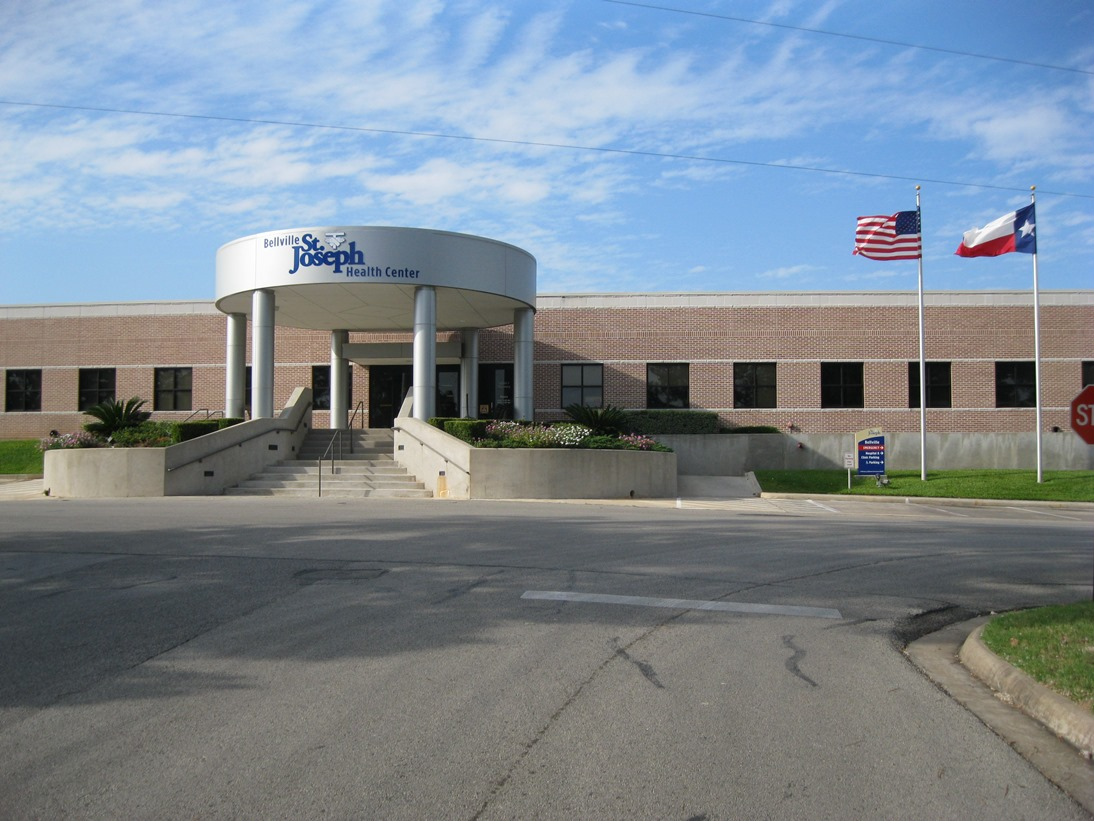
Центр здоровья St. Joseph Health Center
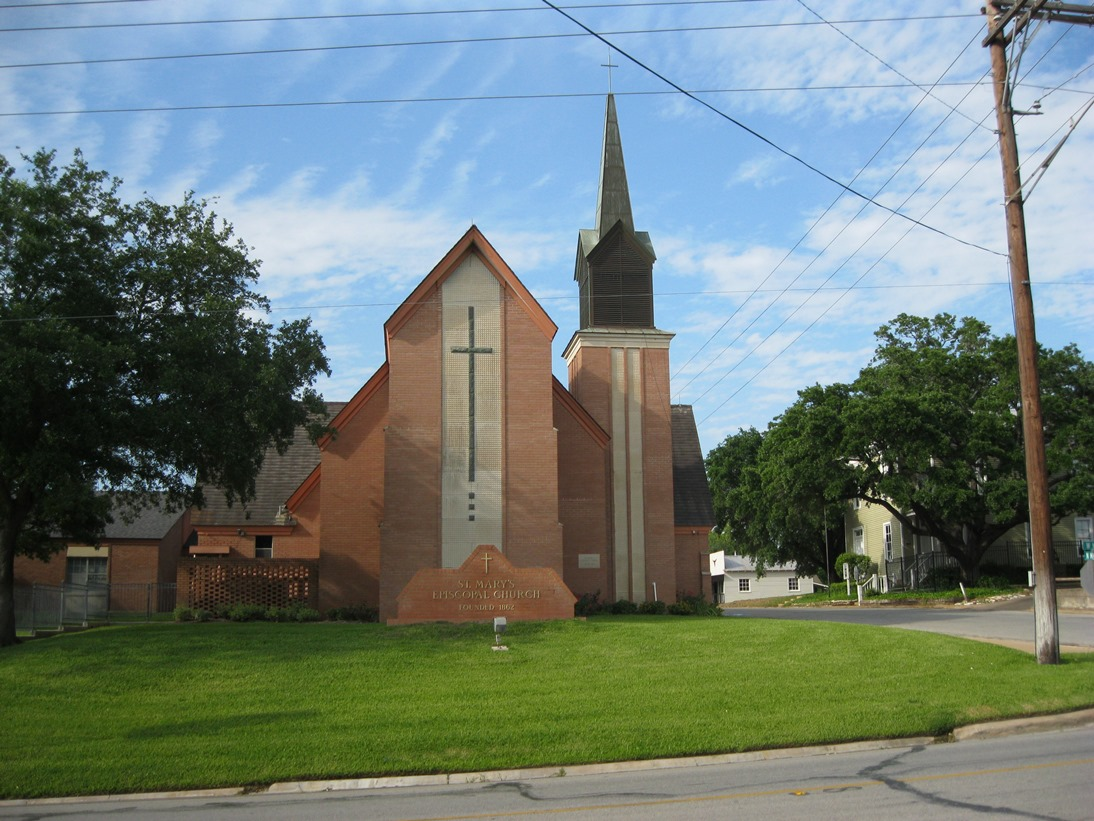
Епископская церковь святой Марии